# 十蕊风车子
十蕊风车子（学名：Combretum roxburghii）是使君子科风车子属的植物。分布于泰国、缅甸、尼泊尔、印度、老挝以及中国大陆的云南、广西等地，目前尚未由人工引种栽培。